# 히빙
히빙(heaving)은 연약 점토지반을 굴착하고 벽체를 세워 흙이 무너지지 않도록 막았을 때, 뒤채움 흙의 자중과 추가하중을, 점착력이 버티지 못하여 결국 굴착한 곳의 흙이 부풀어오르는 현상이다. 아래 그림에서 벽체의 좌측이 굴착한 곳인데, 이곳의 지면이 부풀어 오른다는 것이다. 굴착하여 내려간 곳에서 공사를 하고 있는 경우 히빙이 일어난다면 문제가 된다.
히빙이 일어날지 아닐지를 판단하기 위해서는 안전율을 계산한다. 히빙에 대해서는 안전율을 보통 1.2로 잡는데, 1.2보다 큰 값이 나온다면 히빙에 대해 안전하고, 1.2 이하의 값이 나온다면 히빙이 일어날 것이므로 대책을 강구해야 한다. 이러한 대책에는 벽체를 관통하여 뒤채움 흙에 어스 앵커를 박는 방법, 뒤채움부 표토를 제거함으로써 흙의 자중을 줄이는 방법 등이 있다.

## 원리
히빙을 유발하는 힘은 벽체의 뒤채움부 흙의 무게와 뒤채움부에 작용하는 추가하중이다. 이 힘들에 의해 발생하는 모멘트가, 여기에 저항하려는 점토지반 점착력에 의한 모멘트보다 크다면, 히빙이 발생한다.

### 안전율
히빙이 발생할 것인지 아닌지 판단하기 위해서는 안전율을 계산해보아야 한다. 히빙에 대한 안전율은 보통 1.2를 사용한다. 안전율의 정의는 다음과 같다.
{\displaystyle F_{s}={\frac {M_{r}}{M_{d}}}=1.2}
- Mr : 저항하는 모멘트
- Md : 히빙을 유발하는 모멘트(뒤채움부 흙 자중과 추가하중에 의한 모멘트)

정의는 위와 같고, 실제 계산한 안전율이 1.2보다 크다면 히빙에 대해서 안전함을 의미하고, 1.2보다 작다면 히빙이 일어난다는 것을 의미한다. 따라서 Mr과 Md를 직접 계산해보아야 히빙이 일어날지 아닌지 알 수 있다.

### 저항하는 모멘트
모멘트는 힘의 크기와 기준점으로부터 힘의 작용선까지의 수직 거리와 같다. 그림에서는 파선과 벽체가 만나는 점 O를 기준으로 잡을 것이다.
저항하는 모멘트 Mr은 점토 지반의 점착력에 의해 생긴다. 점착력은 그림에서 c로 표시했으며, 단위는 [t/m2] 등이다.(단위 면적 당 힘) 파선을 기준으로 아래쪽의 반원부분에 생기는 모멘트를 Mr1, 파선 위의 직사각형 부분에 생기는 모멘트를 Mr2라고 하자.
벽체의 단위 폭(1m)에 대하여, 반원 면에 생기는 점착력에 의한 힘은 점착력과 반원 부분의 길이를 곱한다.
{\displaystyle c\cdot {\frac {2\pi R}{2}}\cdot 1=c\pi R}
이것의 단위는 단위 폭에 대하여 힘의 단위이다. 모멘트가 되려면 기준점으로부터의 거리를 구해주어야 한다. 기준점은 반원의 중심이므로, 기준점으로부터 거리는 반지름인 R과 같다. 따라서 저항하는 모멘트는 최종적으로 다음과 같아진다.
{\displaystyle M_{r1}=c\pi R\cdot R=c\pi R^{2}}
다음으로 파선 위의 직사각형부분에서의 저항하는 모멘트 Mr2를 구한다. 같은 원리로 모멘트의 크기는 힘과 수직거리를 곱한 것과 같음을 이용한다.
{\displaystyle {\begin{aligned}M_{r2}&=cH\cdot 1\cdot R\\&=cHR\\\end{aligned}}}
{\displaystyle {\begin{aligned}\therefore M_{r}&=M_{r1}+M_{r2}\\&=c\pi R^{2}+cHR\\&=cR(\pi R+H)\end{aligned}}}

### 유발하는 모멘트
뒤채움 흙의 자중에 의한 모멘트를 Md1, 뒤채움부 위의 추가하중 q에 의한 모멘트를 Md2라고 하자. 흙의 자중에 의한 모멘트를 구하면 
{\displaystyle M_{d1}=W\cdot {\frac {R}{2}}}
W는 흙의 무게인데 흙의 단위중량과 그 부분만큼의 체적을 곱해 구한다.
{\displaystyle {\begin{aligned}M_{d1}&=W\cdot {\frac {R}{2}}\\&=\gamma HR\cdot 1\cdot {\frac {R}{2}}\\&=\gamma H{\frac {R^{2}}{2}}\end{aligned}}}
다음으로 뒤채움부 흙에 의한 추가하중을 고려한다. 충분히 넓은 면적에 작용하는 분포하중 q [t/m2]에 작용하는 면적을 곱해주면 합력을 구할 수 있다.
{\displaystyle q\cdot R\cdot 1=qR}
모멘트는 힘과 수직거리를 곱해주면 되므로
{\displaystyle {\begin{aligned}M_{d2}&=qR\cdot {\frac {R}{2}}\\&=q{\frac {R^{2}}{2}}\\\end{aligned}}}
따라서 유발하는 모멘트의 합은
{\displaystyle {\begin{aligned}M_{d}&=M_{d1}+M_{d2}\\&=\gamma H{\frac {R^{2}}{2}}+q{\frac {R^{2}}{2}}\\&=(\gamma H+q){\frac {R^{2}}{2}}\end{aligned}}}

## 대책
히빙을 막기 위한 대책으로는 다음의 것들이 있다.
- 뒤채움 흙의 표토층을 제거
- 어스 앵커 설치
- 굴착부에 하중 재하
- 벽체 관입깊이를 증가
- 양질의 흙으로 지반개량

뒤채움 흙의 표토층을 제거하면 위의 원리에서 설명한 모멘트를 유발하는 힘 중의 하나인 자중이 줄어들 것이다. 이것을 식으로 설명하면 {\displaystyle M_{d1}=\gamma H{\frac {R^{2}}{2}}}에서 H가 감소할 것이고, 그 결과 Md가 감소하며 안전율의 정의인 {\displaystyle F_{s}={\frac {M_{r}}{M_{d}}}}에서 Md가 감소하여 Fs는 증가하게 되는 것이다.

## 참고 문헌
- 박영태, <<토목기사 실기>>(개정 5판), 토질 및 기초공